# Иродиада (балет)
«Иродиада Стефана Малларме: оркестровая речитация» — композиция Пауля Хиндемита, написанная в июне 1944 года по заказу Марты Грэм. Премьера балета состоялась 30 октября 1944 года под названием «Иродиада» (но изначально называлась «Зеркало передо мной») в концертном зале Кулиджевской аудитории в Библиотеке Конгресса в Вашингтоне. В программе также были представлены балеты «Аппалачская весна» Аарона Копленда и «Jeux du printemps» Дариюса Мийо. Главные роли исполнили Марта Грэм и Мэй О'Доннелл. Хореографию поставила Марта Грэм, сценографом был Исаму Ногучи, костюмы для балета создала Эдит Гилфонд.

## Композиция
В июне 1944 года Пауль Хиндемит закончил написание музыки для балета «Иродиада» (первоначально называвшейся «Зеркало передо мной»). Музыка была создана по заказу Марты Грэм. Премьера состоялась 30 октября 1944 года в концертном зале Кулиджевской аудитории Библиотеки Конгресса (Вашингтон, округ Колумбия). Костюмы были разработаны Эдит Гилфонд, за декорации отвечал Исаму Ногучи. Главные роли исполнили Марта Грэм и Мэй О’Доннелл. Продолжительность Иродиады составила 22 минуты. Помимо «Иродиады», в тот вечер также были представлены балеты «Аппалачская весна» Аарона Копленда и «Jeux du printemps» Дариюса Мийо. В балете «Иродиада» участвуют две женщины: Иродиада-царица и её служанка. В сюжете представлен «конфликт начинающей стареть женщины, стоящей на перепутье своей жизни, пытающейся заново исследовать своё прошлое и через это понять настоящее, чтобы противостоять судьбе».
В композиции используется текст Стефана Малларме «Иродиада» в качестве основы для драматического повествования. Текст для балета был выбран Паулем Хиндемитом. «Оркестровая декламация» была выбрана Хиндемитом намеренно, чтобы не отвлекать зрителей песней от танца. Инструментарий композиции аналогичен «Аппалачинской весне» Аарона Копленда, с добавлением гобоя и валторны и сокращением количества струнных до одной в партии: 1 флейта, 1 гобой, 1 кларнет, 1 фагот, 1 валторна, 1 фортепиано, 2 скрипки, 1 альт, 1 виолончель,1 контрабас.
В последние годы жизни Хиндемит вернулся к балету, для того, чтобы снабдить партитуру подробным сценарием с описанием движений для балета. Кроме Марты Грэм балетные спектакли по «Иродиаде» никто не ставил, не смотря на то, что музыку «Иродиады» часто исполняли после Второй мировой войны в Европе. Публикация стихов Малларме в немецком переводе Карла Фишера в 1957 году, а также перспектива исполнения этого произведения впервые после его премьеры в качестве балета в Мангейме и Риме в сезоне 1961—1962 годов, вероятно, вдохновили композитора, для того, чтобы добавить комментарии. Хиндемит не присутствовал на премьере в Вашингтоне в 1944 году.

## Структура
Балет написан для камерного ансамбля флейты, гобоя, кларнета, фагота и валторны, квинтета деревянных духовых инструментов, а также фортепиано и струнных. Композиция состоит из 11 секций, с короткими паузами после частей 3, 7 и 9:
1. Короткая прелюдия для струнных, за которой следует длинная мелодия с полным ансамблем, заканчивающаяся повторением вступительной фразы на духовом инструменте.
2. Короткий струнный квартет
3. Более длинная секция, представлены флейта и гобой.
4. Возвращение к струнному квартету
5. Громкий взрыв, полный ансамбль
6. Возвращение к струнному квартету
7. Ария для кларнета
8. Энергичный, полный ансамбль (Agité)
9. Триумфальный вальс (Vif et Passioné)
10. Ария для фагота
11. Короткий финал

Первая секция — Прелюдия
Первая секция
Вторая секция
Третья секция
Четвёртая секция
Пятая секция
Шестая секция
Седьмая секция
Восьмая секция
Девятая секция
Десятая секция
Одиннадцатая секция